# Ribemont-sur-Ancre
Ribemont-sur-Ancre is een gemeente in het Franse departement Somme (regio Hauts-de-France) en telt 642 inwoners (2005). De plaats maakt deel uit van het arrondissement Amiens.

## Geografie
De oppervlakte van Ribemont-sur-Ancre bedraagt 9,3 km², de bevolkingsdichtheid is 69,0 inwoners per km².
De onderstaande kaart toont de ligging van Ribemont-sur-Ancre met de belangrijkste infrastructuur en aangrenzende gemeenten.

## Demografie
Onderstaande figuur toont het verloop van het inwonertal (bron: INSEE-tellingen).

1. ↑  Populations de référence 2022.